# Wolfgang Gern

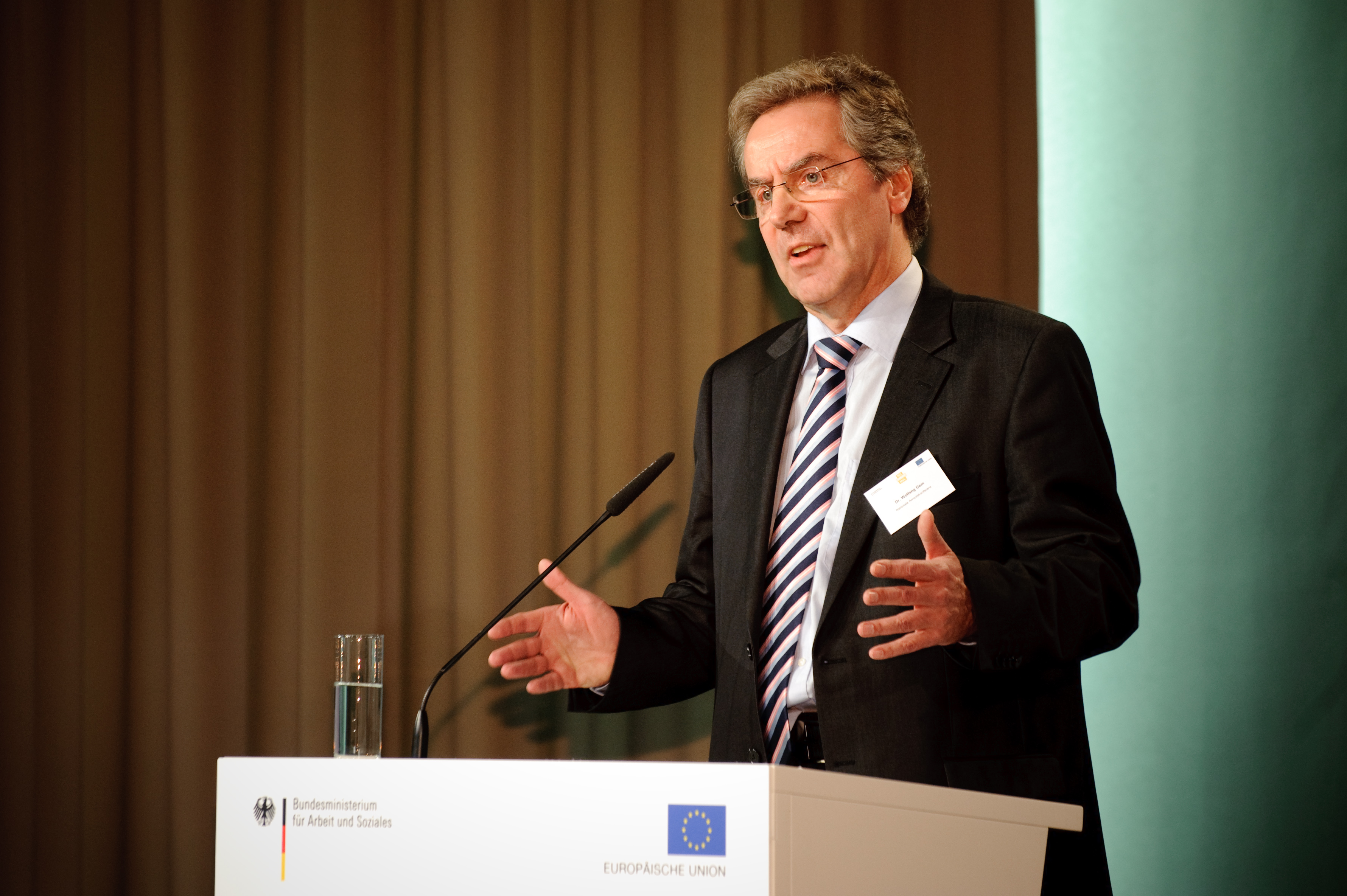
Wolfgang Gern, 2010

Wolfgang Gern (* 1951 in Berlin) ist ein evangelischer Theologe und Pastor und war Vorstandsvorsitzender des Diakonischen Werks Hessen und Nassau e. V. mit Sitz in Frankfurt (ab 2013 Diakonie Hessen) sowie Sprecher der Nationalen Armutskonferenz.

## Leben
Wolfgang Gern wurde in West-Berlin geboren und wuchs im Ortsteil Lichterfelde auf. Nach dem Abitur studierte Gern Evangelische Theologie in Berlin und an der Universität Heidelberg. In seiner Studienzeit arbeitete er ein Jahr als Flüchtlingshelfer in Laos und Kambodscha für Brot für die Welt. Nach dem ersten Theologischen Examen war Gern 1977 und 1978 Stipendiat des Ökumenischen Rates der Kirchen (ÖRK) und studierte als Postgraduate in Bangalore in Südindien. Von 1979 bis 1984 war er Assistent an der Universität Heidelberg und promovierte dort mit magna cum laude. 1985 begann er sein Vikariat in Hirschhorn am Neckar. Zugleich arbeitete er als Hochschulassistent am Lehrstuhl für Religionsgeschichte und Missionswissenschaft in Heidelberg. 1990 übernahm er eine Pfarrstelle in Reichelsheim im Odenwald. 1996 wechselte zum Zentrum der Gossner Mission nach Mainz und leitete dort das Seminar für den Kirchlichen Dienst in der Industriegesellschaft. Nebenberuflich war er in Marburg als Lehrbeauftragter für Sozialethik tätig. 2000 übernahm er die Leitung des Diakonischen Werks in Hessen und Nassau. Mit der Fusion 2013 des Diakonischen Werkes in Hessen und Nassau e. V. und dem Diakonischen Werk in Kurhessen-Waldeck e. V. zur Diakonie Hessen - Diakonisches Werk in Hessen und Nassau und Kurhessen-Waldeck e. V. übernahm er den Vorsitz des Vorstandes der Diakonie Hessen und hatte diesen bis zu seinem Ruhestand im April 2016 inne. 2008 kandidierte er für das Amt des Kirchenpräsidenten in Hessen-Nassau, das dem Bischofsamt gleichwertig ist, unterlag aber gegen Volker Jung. Im Herbst 2010 wurde Gern als einer von zwei Kandidaten für die Nachfolge Margot Käßmanns im Amt des Landesbischofs der Evangelisch-lutherischen Landeskirche Hannovers benannt. Nach dem ersten Wahlgang am 24. November 2010, bei dem 36 von 76 Stimmen auf Gern entfielen (47,4 %), hat er seine Kandidatur zurückgezogen.
Gern forderte die Kirche und die Diakonie Anfang 2011 dazu auf, sich deutlicher gegen das Feindbild Islam abzugrenzen. Er nannte es „unverantwortlich und gefährlich“, aus Ängsten gegenüber dem Islam politisches Kapital schlagen zu wollen.
2016 bekam er vom Hessischen Ministerpräsidenten Volker Bouffier für seine Verdienste als „Mahner für soziale Gerechtigkeit“ den Hessischen Verdienstorden am Bande verliehen.
Wolfgang Gern ist verheiratet und hat einen erwachsenen Sohn.